# Das Blaue Palais
Das Blaue Palais ist eine fünfteilige Science-Fiction-Filmreihe, die 1974 (mit drei Folgen) und 1976 (mit zwei Folgen) im ZDF ausgestrahlt wurde. Alle fünf Filme (sowie die dazugehörigen Bücher) wurden von Rainer Erler geschrieben und inszeniert. Das Blaue Palais gilt allgemein als eine der besten Science-Fiction-Produktionen des deutschen Fernsehens. Die einzelnen Filme sind jeweils rund 90 Minuten lang.

## Übersicht
Das Blaue Palais ist eine alte schlossähnliche Villa, in der eine internationale Gruppe von Wissenschaftlern Grundlagenforschung für die Zukunft betreibt und die ihren Namen der leicht bläulichen Färbung des Außenputzes verdankt. Das Palais wird geographisch nie eindeutig verortet, befindet sich aber offensichtlich etwas außerhalb auf dem Land. Finanziert werden die Forschungen durch ein nicht näher definiertes Kuratorium, dessen Repräsentanten gelegentlich vor Ort sind, um sich über den aktuellen Stand der Forschungen zu informieren. Geleitet wird das Kuratorium von dem Gehirnchirurgen und Professor Manzini, der sich regelmäßig im Institut aufhält.
Unter der Leitung des besonnenen, ausgleichenden Louis Palm arbeiten hier der niederländische Biochemiker Jeroen de Groot, die rumänische Biologin Sibilla Jacopescu, der Schweizer Kybernetiker Carolus Büdel, der Chemiker Enrico Polazzo und der Physiker Siegmund von Klöpfer. Obwohl ein kollegiales Zusammenarbeiten angestrebt wird, kommt es gelegentlich zu Streit und Eifersüchteleien zwischen den Wissenschaftlern, zum Beispiel bei Fragen der Budgetzuteilung. Unterstützt wird das wissenschaftliche Team von der Assistentin Yvonne, dem Hausmeister Kühn und dem „Finanzminister“ des Instituts Su-Shu Wong.
Die einzelnen Folgen spielen nicht nur im Palais, sondern häufig im Ausland, zum Beispiel in den USA, in Schottland oder in Asien.
Das Blaue Palais zählt zum Science-Fiction- bzw. Science-Fact-Genre. Als thematische Basis nutzte Rainer Erler aktuelle wissenschaftliche Erkenntnisse und Hypothesen. Darauf aufbauend, spekulierte er in den einzelnen Folgen über zukünftige Entwicklungen in Forschung und Wissenschaft.
Erler ließ sich bei der Produktion der Filme von renommierten Forschern beraten. Um die einzelnen Folgen für ein breites Publikum interessant zu machen, wurde die Handlung auch mit Krimi- und Thriller-Elementen angereichert.
Vier der zentralen Rollen (Jacopescu, Yvonne, Büdel, Wong) wurden in den Folgen 4 und 5 mit anderen Darstellern besetzt.

## Die einzelnen Folgen
Folge 1 – Das Genie (EA: 15. Oktober 1974)
Die Forscher des Blauen Palais werden auf einen bislang Unbekannten namens Felix van Reijn (Rolf Henniger) aufmerksam, der als Pianist brilliert. Sein Spiel erinnert jedoch an das eines bekannten Virtuosen, der unter seltsamen Umständen verschwand. Als die Forscher des Palais sich näher mit van Reijn befassen, stellen sie überrascht fest, dass er auch als Schachspieler brilliert. Die Biologin Sibilla Jacopescu reist mit van Reijn nach Japan, wo sich dieser von einem alten Meister japanischer Malerei (Kenzo Nishimura) unterrichten lässt. Mittlerweile vermuten Jacopescus Kollegen, dass van Reijn ein Mörder ist, der Spezialisten verschiedener Fachgebiete umbringt, um aus ihren Gehirnen deren Talente und Erfahrungen zu destillieren. Als die Forscher van Reijn zur Rede stellen wollen, flüchtet dieser zunächst. Später weigert er sich, zu den Vorwürfen Stellung zu nehmen, und begeht Selbstmord, indem er vom Dach des Palais’ springt. Sein Gehirn wird im Palais am Leben gehalten; die Wissenschaftler hoffen, eines Tages mit ihm kommunizieren zu können, um so in Kontakt mit van Reijn zu treten.
Folge 2 – Der Verräter (EA: 12. November 1974)
Verbissen treibt der Laser-Spezialist Klöpfer sein Projekt, die Erforschung einer neuen Kunstdünger-Synthese, voran und ist wütend, weil ihm das Palais zunächst keine teure Versuchsanlage finanzieren will. Schließlich wird das entsprechende Budget genehmigt. Der Chemiker Polazzo (Dieter Laser) weist nach, dass Klöpfers Experimente eine apokalyptische Kettenreaktion auslösen können, was dieser aber ignoriert. Er lässt sich von dem zwielichtigen Geldgeber Weigand (Georg Marischka) eine noch teurere Versuchsanlage finanzieren. Dann flüchtet er mit seinen Forschungsergebnissen über Hongkong nach Alaska, wo er vor den Augen Sibilla Jacopescus von Weigands Handlangern erschossen wird, welche ihm den Koffer abnehmen, der seine Unterlagen enthält.
Folge 3 – Das Medium (EA: 10. Dezember 1974)
Der Quantenphysiker Dr. Kevington (Edward Meeks) untersucht die 18-jährige Petra (Angelika Bender), die anscheinend parapsychisch begabt ist. Die junge Frau, eine Fabrikarbeiterin, scheint über hellseherische Fähigkeiten zu verfügen und konnte bereits zweimal hintereinander die richtigen Lottozahlen voraussagen. Sie spricht im Schlaf thailändische Gebete und beschreibt exakt die Stadt Bangkok, ohne jemals dort gewesen zu sein. Ein absoluter Beweis für ihre Psi-Begabung kann allerdings nicht erbracht werden. Vermutet wurde ein Zusammenhang mit einer exotischen Gestalt, die möglicherweise bei einer „Seelenwanderschaft“ mit der Lottogewinnerin „eins“ gewesen war. Nachdem sie bei einem Verkehrsunfall schwere Verletzungen erlitten hat, scheint Petras Begabung erloschen zu sein. Weitere Gastdarsteller: Henning Gissel, Conny Palme, Ronald Nitschke und Günther Kaufmann.
Folge 4 – Unsterblichkeit (EA: 19. Oktober 1976)
Der schottische Biologe Ian McKenzie (Udo Vioff), der zurückgezogen auf einer abgeschiedenen Burg lebt, hat den Schlüssel zur Unsterblichkeit entdeckt und Fruchtfliegen eine Art Unsterblichkeits-Gen injiziert. Jeroen de Groot und seine Freundin Sibilla Jacopescu treiben nach McKenzies Tod dessen Forschungen voran und geraten in Streit, weil sich Jacopescu nicht für die moralischen Fragestellungen interessiert, die sich aus dieser Arbeit ergeben. Die Wissenschaftler des Palais’ untersuchen eine Gruppe von Menschen, denen vermittelt wurde, dass sie durch die Injektion eines bestimmten Wirkstoffes Unsterblichkeit erlangt haben. Jacopescu, die ihre Forschungen immer verbissener vorantreibt, stirbt bei einer Explosion im Labor.
Folge 5 – Der Gigant (EA: 16. November 1976)
Der Chemiker Enrico Polazzo will einen neuen Werkstoff, einen synthetischen Stahl, entwickeln. Um seine Forschungen fortsetzen zu können, lässt er sich von dem multinationalen Konzern IMT engagieren, der in der Wüste von New Mexico ein Forschungslabor betreibt. Polazzo, der seine Erfindung zum Patent anmelden wollte, erkennt, dass er von der IMT nur benutzt worden ist. Der Konzern will die Ergebnisse seiner Forschungen kommerziell ausschlachten, um als Produzent des neuen Werkstoffes einen möglichst hohen Profit zu erzielen. Der Chemiker weist nach, dass bei der geplanten Massenproduktion katastrophale Umweltschäden unvermeidlich sind, was die Führung der IMT ignoriert. Polazzo verliert seine Arbeit und kehrt ins Blaue Palais zurück, das allerdings aufgelöst wird. Louis Palm erklärt ihm, dass die einflussreiche IMT vermutlich im Hintergrund darauf hingewirkt hat, dass das Institut geschlossen wird. Weitere Gastdarsteller: Jean-Pierre Zola, Ben Zeller, Franz Rudnick, Alexis von Hagemeister und Wilfried van Aacken.

## Drehorte
Obwohl in einzelnen Folgen angedeutet wird, dass sich das Palais in der Nähe von Frankfurt/Main befinden soll, war Schloss Weyhern im Landkreis Fürstenfeldbruck westlich von München Drehort für Palais und Nebengebäude.

## Auszeichnungen
- The European Science Fiction Society Award – Best European SF Screenwriter (Brighton, 1984).[2]

## Bücher
Originalausgabe bei Goldmann:
- Das blaue Palais: Das Genie (= Goldmann-Taschenbuch. 3743). München 1978, ISBN 3-442-03743-3.
- Das blaue Palais: Das Medium (= Goldmann-Taschenbuch. 3767). München 1979, ISBN 3-442-03767-0.
- Das blaue Palais: Unsterblichkeit (= Goldmann-Taschenbuch. 3858). München 1979, ISBN 3-442-03858-8.
- Das blaue Palais: Der Verräter (= Goldmann-Taschenbuch. 3757). München 1979, ISBN 3-442-03757-3.
- Das blaue Palais: Der Gigant (= Goldmann-Taschenbuch. 3909). München 1980, ISBN 3-442-03909-6.

Sammelausgabe bei Bastei Lübbe:
- Das blaue Palais (= Bastei-Lübbe-Taschenbuch. 10977). Bergisch Gladbach 1987, ISBN 3-404-10977-5

Überarbeitete Neuausgabe bei Shayol:
- Das blaue Palais: Das Genie. Berlin 2006, ISBN 3-926126-58-2.
- Das blaue Palais: Der Verräter/Das Medium. Berlin 2007, ISBN 978-3-926126-63-4.

Überarbeitete Sammelausgabe bei p.machinery:
- Das blaue Palais. Murnau a. Staffelsee 2023, ISBN 978-3-95765-340-6.

## Videos / DVDs
Die einzelnen Folgen des Blauen Palais wurden 1999 bei Eurovideo als Videokassetten veröffentlicht, die mittlerweile nicht mehr regulär im Handel sind. Die Serie wurde am 11. Oktober 2012 als Dreifach-DVD (Euro Video) veröffentlicht. Die Filme wurden dazu allerdings keiner Restaurierung oder technischen Überarbeitung unterzogen.
Am 19. März 2021 wurde die Palais-Reihe unter dem Label „Filmjuwelen“ neu publiziert. Diese Edition enthält auch zwei ausführliche Interviews mit Rainer Erler.
Das Label „Filmjuwelen“ hat die TV-Serie ebenfalls 2021 in Apple iTunes als digitalen Kauf veröffentlicht, allerdings hier ohne Bonusmaterial.